# Islands statsminister
Islands statsminister (islandsk: Forsætisráðherra Íslands) er leder af landets regering. Statsministeren udnævnes formelt af Islands præsident. 
Ministeriet for Island flyttede i 1904 til Reykjavík, ministeren var fra da af altid islænding, og titlen ráðherra Íslands (Islands minister) anvendtes på Island. Denne udgjorde som leder af den udøvende magt på Island en form for islandsk "regering" samtidig med, at han formelt var medlem af den danske regering med titlen minister for Island.
I januar 1917 dannede Jón Magnússon en koalitionsregering med fagministre og et flertal i Altinget bag sig, og parlamentarismen var dermed indført, selvom Kongeriget Island først blev oprettet fra 1. december 1918. Magnússon var således den første, der bar titlen forsætisráðherra.

## Ministre for Island under hjemmestyret (1904–1917)
| #   | Navn                                                             |  | Indsat          | Afgik          | Parti                            |
| --- | ---------------------------------------------------------------- |  | --------------- | -------------- | -------------------------------- |
| 1.  | Hannes Hafstein (1861–1922) Indvalgt fra Eyjafjarðarsýsla        |  | 1. februar 1904 | 31. marts 1909 | Hjemmestyrepartiet               |
| 2.  | Björn Jónsson (1846–1912) Indvalgt fra Barðastrandarsýsla        |  | 31. marts 1909  | 14. marts 1911 | Selvstændighedspartiet           |
| 3.  | Kristján Jónsson (1852–1926) Indvalgt fra Borgarfjarðarsýsla     |  | 14. marts 1911  | 24. juli 1912  | Partiløs                         |
| (1) | Hannes Hafstein (1861–1922) Indvalgt fra Eyjafjarðarsýsla        |  | 24. juli 1912   | 21. juli 1914  | Sambandspartiet                  |
| 4.  | Sigurður Eggerz (1875–1925) Indvalgt fra Vestur-Skaftafellssýsla |  | 21. juli 1914   | 4. maj 1915    | Selvstændighedspartiet           |
| 5.  | Einar Arnórsson (1880–1955) Indvalgt fra Árnessýsla              |  | 4. maj 1915     | 4. januar 1917 | Selvstændighedspartiet (þversum) |

## Statsministre iKongeriget IslandogRepublikken Island
| #    | Navn                                                                                       |                    | Indsat             | Afgik              | Parti          | Valg         | Koallitionspartier |
| ---- | ------------------------------------------------------------------------------------------ | ------------------ | ------------------ | ------------------ | -------------- | ------------ | ------------------ |
| 6.   | Jón Magnússon (1859–1926) Indvalgt fra Reykjavík til 1920 ikke i Altinget fra 1920         |                    | 4. januar 1917     | 25. februar 1920   | HP             | 1916         | HP—GSP langsum—FP  |
| 6.   | Jón Magnússon (1859–1926) Indvalgt fra Reykjavík til 1920 ikke i Altinget fra 1920         | 25. februar 1920   | 7. marts 1922      | 1919               | HP             | HP—partiløse |                    |
| (4)  | Sigurður Eggerz (1875–1925) Uden valgkreds                                                 |                    | 7. marts 1922      | 1919               | 22. marts 1924 | GSP          | GSP—partiløse      |
| (4)  | Sigurður Eggerz (1875–1925) Uden valgkreds                                                 | 1923               | 7. marts 1922      |                    | 22. marts 1924 | GSP          | GSP—partiløse      |
| (6)  | Jón Magnússon (1859–1926) den valgkreds                                                    |                    | 22. marts 1924     | 23. juni 1926      | KP             | KP           |                    |
| –    | Magnús Guðmundsson (1879–1937) (fungerende) Indvalgt fra Skagafjarðarsýsla                 |                    | 23. juni 1926      | 8. juli 1926       | KP             | KP           |                    |
| 7.   | Jón Þorláksson (1877–1935) Uden valgkreds                                                  |                    | 8. juli 1926       | 28. august 1927    | KP             | KP           |                    |
| 8.   | Tryggvi Þórhallsson (1889–1935) Indvalgt fra Strandasýsla                                  |                    | 28. august 1927    | 3. juni 1932       | FP             | 1927         | FP                 |
| 8.   | Tryggvi Þórhallsson (1889–1935) Indvalgt fra Strandasýsla                                  | 1931               | 28. august 1927    | 3. juni 1932       | FP             |              | FP                 |
| 9.   | Ásgeir Ásgeirsson (1894–1972) Indvalgt fra Vestur-Ísafjarðarsýsla                          |                    | 3. juni 1932       | 28. juli 1934      | FP             | FP—SP—bønder |                    |
| 9.   | Ásgeir Ásgeirsson (1894–1972) Indvalgt fra Vestur-Ísafjarðarsýsla                          | 1933               | 3. juni 1932       | 28. juli 1934      | FP             | FP—SP—bønder |                    |
| 10.  | Hermann Jónasson (1896–1976) Indvalgt fra Strandasýsla                                     |                    | 28. juli 1934      | 2. april 1938      | FP             | 1934         | FP—SD              |
| 10.  | Hermann Jónasson (1896–1976) Indvalgt fra Strandasýsla                                     | 2. april 1938      | 17. april 1939     | 1937               | FP             | FP           |                    |
| 10.  | Hermann Jónasson (1896–1976) Indvalgt fra Strandasýsla                                     | 17. april 1939     | 18. november 1941  | 1937               | FP             | FP—SP—SD     |                    |
| 10.  | Hermann Jónasson (1896–1976) Indvalgt fra Strandasýsla                                     | 18. november 1941  | 16. maj 1942       | 1937               | FP             | FP—SP—SD     |                    |
| 11.  | Ólafur Thors (1892–1964) Indvalgt fra Gullbringu og Kjósarsýsla                            |                    | 16. maj 1942       | 16. december 1942  | SP             | Juli 1942    | SP                 |
| 11.  | Ólafur Thors (1892–1964) Indvalgt fra Gullbringu og Kjósarsýsla                            | Oktober 1942       | 16. maj 1942       | 16. december 1942  | SP             |              | SP                 |
| 12.  | Björn Þórðarson (1879–1963) ikke i Altinget                                                |                    | 16. december 1942  | 21. oktober 1944   | Partiløs       | Partiløse    |                    |
| (11) | Ólafur Thors (1892–1964) Indvalgt fra Gullbringu og Kjósarsýsla                            |                    | 21. oktober 1944   | 4. februar 1947    | SP             | SP—SD—SF     |                    |
| (11) | Ólafur Thors (1892–1964) Indvalgt fra Gullbringu og Kjósarsýsla                            | 1946               | 21. oktober 1944   | 4. februar 1947    | SP             | SP—SD—SF     |                    |
| 13.  | Stefán Jóhann Stefánsson (1894–1980) Indvalgt fra Eyjafjarðarsýsla                         |                    | 4. februar 1947    | 6. december 1949   | SD             | SD—SP—FP     |                    |
| (11) | Ólafur Thors (1892–1964) Indvalgt fra Gullbringu og Kjósarsýsla                            |                    | 6. december 1949   | 14. marts 1950     | SP             | 1949         | SP                 |
| 14.  | Steingrímur Steinþórsson (1893–1966) Indvalgt fra Skagafjarðarsýsla                        |                    | 14. marts 1950     | 11. september 1953 | FP             | 1949         | FP—SP              |
| (11) | Ólafur Thors (1892–1964) Indvalgt fra Gullbringu og Kjósarsýsla                            |                    | 11. september 1953 | 24. juli 1956      | SP             | 1953         | SP—FP              |
| (10) | Hermann Jónasson (1896–1976) Indvalgt fra Strandasýsla                                     |                    | 24. juli 1956      | 23. december 1958  | FP             | 1956         | FP—SD—FA           |
| 15.  | Emil Jónsson (1902–1986) Indvalgt fra Hafnarfjörður                                        |                    | 23. december 1958  | 20. november 1958  | SD             | Juni 1959    | SD                 |
| (11) | Ólafur Thors (1892–1964) Indvalgt fra Reykjanes                                            |                    | 20. november 1959  | 8. september 1961  | SP             | Oktober 1959 | SP—SD              |
| (16) | Bjarni Benediktsson (1908–1970) (fungerende) Innvalgt fra Reykjavík                        |                    | 8. september 1961  | 31. december 1961  | SP             | Oktober 1959 | SP—SD              |
| (11) | Ólafur Thors (1892–1964) Indvalgt fra Reykjanes                                            |                    | 1. januar 1962     | 14. november 1963  | SP             | Oktober 1959 | SP—SD              |
| 16.  | Bjarni Benediktsson (1908–1970) Indvalgt fra Reykjavík                                     |                    | 14. november 1963  | 10. juli 1970      | SP             | 1963         | SP—SD              |
| 17.  | Jóhann Hafstein (1915–1980) Indvalgt fra Reykjavík                                         |                    | 10. juli 1970      | 14. juli 1971      | SP             | 1967         | SP—SD              |
| 18.  | Ólafur Jóhannesson (1913–1984) Indvalgt fra Norðurland vestra                              |                    | 14. juli 1971      | 28. august 1974    | FP             | 1971         | FP—FA—LV           |
| 19.  | Geir Hallgrímsson (1925–1990) Indvalgt fra Reykjavík                                       |                    | 28. august 1974    | 1. september 1978  | SP             | 1974         | SP—FP              |
| (18) | Ólafur Jóhannesson (1913–1984) Indvalgt fra Norðurland vestra                              |                    | 1. september 1978  | 15. oktober 1979   | FP             | 1978         | FP—SD—FA           |
| 20.  | Benedikt Gröndal (1924–2010) Indvalgt fra Reykjavík                                        |                    | 15. oktober 1979   | 8. februar 1980    | SD             | 1979         | SD                 |
| 21.  | Gunnar Thoroddsen (1910–1983) Indvalgt fra Reykjavík                                       |                    | 8. februar 1980    | 26. maj 1983       | SP             | 1979         | SP—FP—FA           |
| 22.  | Steingrímur Hermannsson (1928–2010) Indvalgt fra Vestfirðir                                |                    | 26. maj 1983       | 8. juli 1987       | FP             | 1983         | FP—SP              |
| 23.  | Þorsteinn Pálsson (1947–) Indvalgt fra Suðurland                                           |                    | 8. juli 1987       | 28. september 1988 | SP             | 1987         | SP—FP—SD           |
| (22) | Steingrímur Hermannsson (1928–2010) Indvalgt fra Reykjanes                                 |                    | 28. september 1988 | 10. september 1989 | FP             | 1987         | FP—SD—FA           |
| (22) | Steingrímur Hermannsson (1928–2010) Indvalgt fra Reykjanes                                 | 10. september 1989 | 30. april 1991     | FP—SD—FA—BP        | FP             | 1987         |                    |
| 24.  | Davíð Oddsson (1948–) Indvalgt fra Reykjavík indtil 2003 valgt fra Reykjavik Nord fra 2003 |                    | 30. april 1991     | 23. april 1995     | SP             | 1991         | SP—SD              |
| 24.  | Davíð Oddsson (1948–) Indvalgt fra Reykjavík indtil 2003 valgt fra Reykjavik Nord fra 2003 | 23. april 1995     | 28. maj 1999       | 1995               | SP             | SP—FP        |                    |
| 24.  | Davíð Oddsson (1948–) Indvalgt fra Reykjavík indtil 2003 valgt fra Reykjavik Nord fra 2003 | 28. maj 1999       | 23. maj 2003       | 1999               | SP             | SP—FP        |                    |
| 24.  | Davíð Oddsson (1948–) Indvalgt fra Reykjavík indtil 2003 valgt fra Reykjavik Nord fra 2003 | 23. maj 2003       | 15. september 2004 | 2003               | SP             | SP—FP        |                    |
| 25.  | Halldór Ásgrímsson (1947–2015) Indvalgt fra Reykjavik Nord                                 |                    | 15. september 2004 | 2003               | 5. juni 2006   | FP           | FP—SP              |
| 26.  | Geir H. Haarde (1951–) Indvalgt fra Reykjavik Sør                                          |                    | 5. juni 2006       | 2003               | 24. maj 2007   | SP           | SP—FP              |
| 26.  | Geir H. Haarde (1951–) Indvalgt fra Reykjavik Sør                                          | 24. maj 2007       | 1. februar 2009    | 2007               | SP—SA          | SP           |                    |
| 27.  | Jóhanna Sigurðardóttir (1942–) Indvalgt fra Reykjavik Nord                                 |                    | 1. februar 2009    | 2007               | 10. maj 2009   | SA           | SA—VH              |
| 27.  | Jóhanna Sigurðardóttir (1942–) Indvalgt fra Reykjavik Nord                                 | 10. maj 2009       | 23. maj 2013       | 2009               |                | SA           | SA—VH              |
| 28.  | Sigmundur Davíð Gunnlaugsson (1975–) Indvalgt fra Norðausturkjördæm                        |                    | 23. maj 2013       | 6. april 2016      | FP             | 2013         | FP—SP              |
| 29.  | Sigurður Ingi Jóhannsson (1960–) Indvalgt fra Suðurkjördæmi                                |                    | 6. april 2016      | 11. januar 2017    | FP             | 2013         | FP—SP              |
| 30.  | Bjarni Benediktsson (1970–) Indvalgt fra Suðvesturkjördæmi                                 |                    | 11. januar 2017    | 30. november 2017  | SP             | 2016         | SP—RP—LF           |
| 31.  | Katrín Jakobsdóttir (1976–) Indvalgt fra Venstrepartiet – De Grønne                        |                    | 30. november 2017  | 9. april 2024      | VH             | 2017         | VH—SP—FP           |
| (30) | Bjarni Benediktsson (1970–) Indvalgt fra Suðvesturkjördæmi                                 |                    | 9. april 2024      | Nuværende          | SP             | 2021         | VH—SP—FP           |
| 32.  | Kristrún Frostadóttir (1988–) Indvalgt fra Reykjavik Sør                                   |                    | 21. december 2024  | Nuværende          | SA             | 2024         | SA—RP—FP           |

## Forkortelser

### Eksisterende partier
- SP: Selvstændighedspartiet
- FP: Fremskridtspartiet
- SA: Alliancen (Socialdemokrater).
- VH: Venstrepartiet – De Grønne

### Tidligere partier (med fortsættelse)
- BP: Borgaraflokkurinn (Borgerpartiet) (1987–1991) → Sjálfstæðisflokkurinn
- KP: Íhaldsflokkurinn (Det konservative parti ) (1924–1929) → Sjálfstæðisflokkurinn
- HP: Heimastjórnarflokkurinn (Hjemmestyrepartiet) (1900–1923) → Borgaraflokkurinn (1923–1926) → Frjálslyndi flokkurinn (1926–1929) →Sjálfstæðisflokkurinn
- FA: Alþýðubandalagið (Folkealliansen) (1956–1999) → Samfylkingin
- SD: Alþýðuflokkurinn (Socialdemokrater) (1916–1999) → Samfylkingin
- SF: Sameiningarflokkur alþýðu - Sósíalistaflokkurinn (Socialistpartiet) (1938–1968) → Alþýðubandalagið (1956–1999) → Samfylkingin
- LV: Samtök frjálslyndra og vinstri manna (Liberal-venstre-samlingen) (1969–1974)
- GSP: Selvstændighedspartiet (1907-1927). GSP langsum og GSP þversum beskriver to fraktioner som delte partiet på et tidspunkt.
- UP: Sambandsflokkurinn (Unionspartiet).